# Strulsjön
Strulsjön är en sjö i Bergs kommun i Jämtland och ingår i Indalsälvens huvudavrinningsområde. Sjön har en area på 0,307 kvadratkilometer och ligger 339,4 meter över havet. Sjön avvattnas av vattendraget Strulån.

## Delavrinningsområde
Strulsjön ingår i det delavrinningsområde (694522-144770) som SMHI kallar för Utloppet av Strulsjön. Medelhöjden är 405 meter över havet och ytan är 23,58 kvadratkilometer. Det finns inga avrinningsområden uppströms utan avrinningsområdet är högsta punkten. Strulån som avvattnar avrinningsområdet har biflödesordning 3, vilket innebär att vattnet flödar genom totalt 3 vattendrag innan det når havet efter 308 kilometer. Avrinningsområdet består mestadels av skog (82 procent). Avrinningsområdet har 0,48 kvadratkilometer vattenytor vilket ger det en sjöprocent på 2 procent.